# Лутки (Брестская область)
Лу́тки (бел. Луткі) — деревня в Столинском районе Брестской области Беларуси. Входит в состав Большемалешевского сельсовета. Расположена в 69 км от Столина, в 315 км от Бреста, в 35 км от железнодорожной станции Микашевичи. Население — 303 человека (2019).

## История
Впервые упоминается в конце XVIII века как собственность помещиков Наркусских.
В 1897 году работала школа грамоты. В начале XX века в составе Туровской волости Мозырского уезда Минской губернии с населением 300 жителей. Рядом с деревней размещалось имение Лутки.
С 1921 по 1939 годы в составе Хорской гмины Лунинецкого повята Полесского воеводства Польши.
В 2002 году в составе колхоза «Новая жизнь».

## Население
Население деревни на 2019 год составляло 303 человека.
| 1795 | 1897  | 1921  | 1939  | 1970  | 1980  | 2002  | 2005  | 2009  | 2019  |
| ---- | ----- | ----- | ----- | ----- | ----- | ----- | ----- | ----- | ----- |
| 80   | ▲ 199 | ▲ 295 | ▲ 373 | ▲ 468 | ▲ 494 | ▼ 428 | ▼ 413 | ▼ 349 | ▼ 303 |